# Пичеурское сельское поселение (Мордовия)
Пичеурское се́льское поселе́ние — муниципальное образование в Чамзинском районе Мордовии Российской Федерации.
Административный центр — село Пичеуры.

## История
Статус и границы сельского поселения установлены Законом Республики Мордовия от 28 декабря 2004 года № 128-З  «Об установлении границ муниципальных образований Чамзинского муниципального района, Чамзинского муниципального района и наделении их статусом сельского поселения, городского поселения и муниципального района».

## Население
| 2002 | 2010 | 2012 | 2013 | 2014 | 2015 | 2016 |
| ---- | ---- | ---- | ---- | ---- | ---- | ---- |
| 866  | ↘701 | ↘669 | ↘666 | ↘654 | ↘633 | ↘628 |
| 2017 | 2018 | 2019 | 2020 | 2021 |      |      |
| ↘616 | ↘597 | ↘594 | ↗606 | ↗631 |      |      |

## Состав сельского поселения
| № | Населённый пункт | Тип населённого пункта       | Население |
| - | ---------------- | ---------------------------- | --------- |
| 1 | Иванова Поляна   | деревня                      | ↘67       |
| 2 | Мары             | посёлок                      | ↘5        |
| 3 | Пенькозавод      | посёлок                      | ↘58       |
| 4 | Пичеуры          | село, административный центр | ↘543      |
| 5 | Репакуши         | посёлок                      | ↘17       |
| 6 | Соколов Гарт     | село                         | ↘11       |